# Parastremma
Parastremma és un gènere de peixos de la família dels caràcids i de l'ordre dels caraciformes.

## Taxonomia
- Parastremma album (Dahl, 1960)[2]
- Parastremma pulchrum (Dahl, 1960)[2]
- Parastremma sadina (Eigenmann, 1912)[3][4][5][6][7][8][9][10]